# Richard Faltin
Richard Wilhelm Gottlieb Faltin (ur. 28 października 1867 w Wyborgu, zm. 23 sierpnia 1952 w Helsinkach) – fiński chirurg, profesor medycyny.

## Życie zawodowe
Po ukończeniu studiów medycznych, w roku 1896 Richard Faltin podjął pracę w szpitalu w Helsinkach. W roku 1902 uzyskał tytuł Privatdozenta, a w roku 1917 – profesora medycyny. Począwszy od roku 1897, Faltin był organizatorem misji zagranicznych Fińskiego Czerwonego Krzyża. Z tego powodu wziął udział w siedmiu wojnach jako chirurg polowy, udzielając wsparcia szczególnie stronom słabszym. Po bitwie pod Mukdenem leczył swojego byłego kolegę szkolnego, a przyszłego marszałka, Carla Gustafa Mannerheima. We wczesnych latach 30. XX wieku odpowiadał za powstanie helsińskiego szpitala Czerwonego Krzyża. Jeszcze w latach 1935–1936 przewodził misji medycznej w walczącej z Włochami Etiopii.

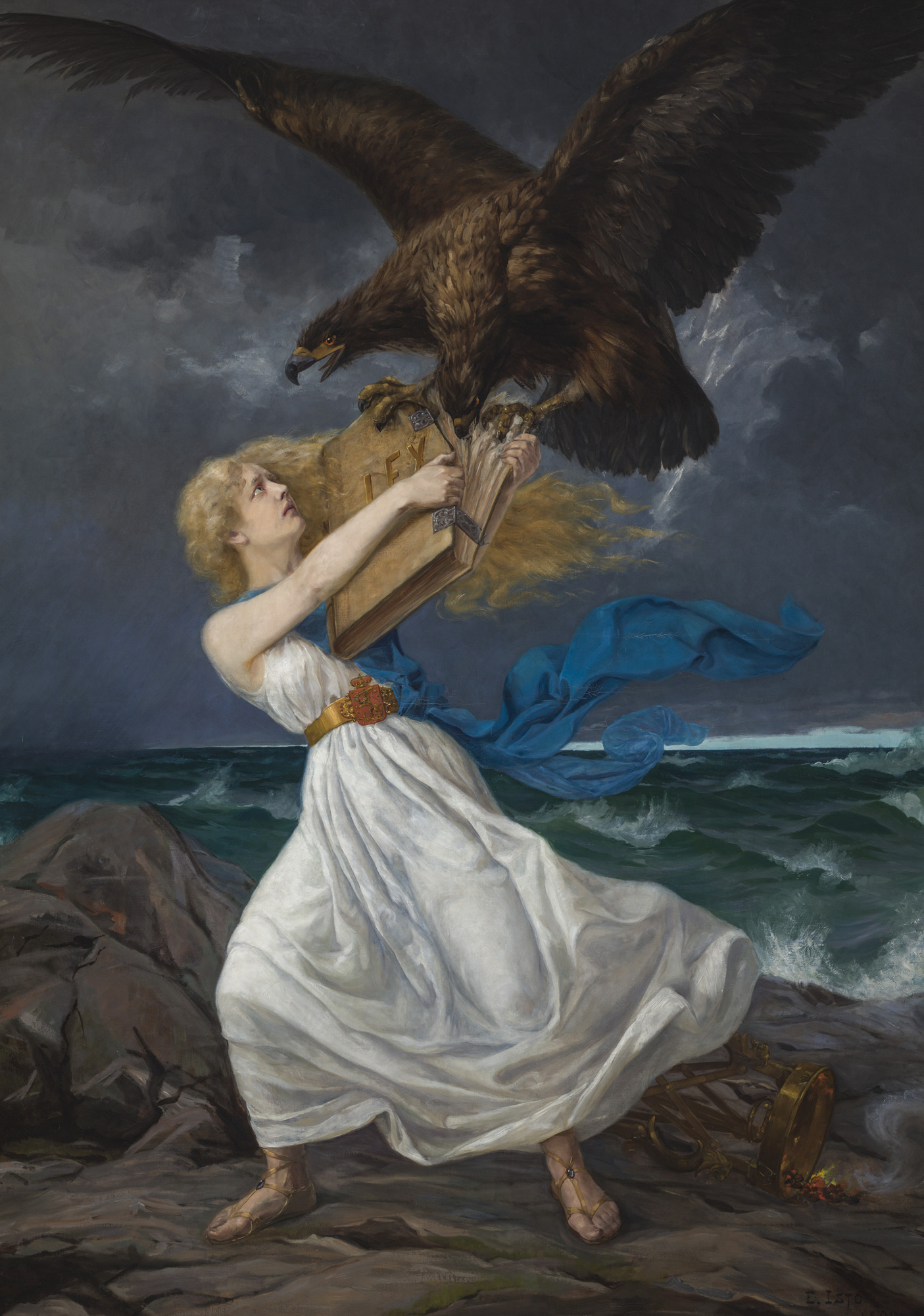
Alegoria stosunków fińsko-rosyjskich w okresie rusyfikacji na przełomie XIX i XX wieku, obraz Atak Edvarda Isto, 1899)

Swoją najbardziej znaną operację Richard Faltin przeprowadził 16 czerwca 1904 roku w Helsinkach, próbując ocalić śmiertelnie rannego w brzuch carskiego gubernatora Finlandii Nikołaja Bobrikowa. Bobrikow został postrzelony przez zamachowca; pocisk rozszarpał jelito cienkie i naruszył istotne naczynie krwionośne u podstawy krezki. Chirurg usunął 75 cm jelita, wykonując zespolenie, oraz zszył wspomniane naczynie, ponieważ jednak całkowite opanowanie krwotoku z korzenia krezki okazało się niemożliwe, postanowił pozostawić częściowo otwartą jamę brzuszną, aby móc kontrolować dalsze krwawienie przy użyciu tamponu. Była to druga operacja tego typu w historii; obecnie podobne postępowanie terapeutyczne jest powszechne w tego rodzaju przypadkach. Bobrikow był powszechnie znienawidzony przez fińskie społeczeństwo. Zachowała się relacja, według której profesor, zdając sobie sprawę z beznadziejnego stanu operowanego, pozwolił asystującej mu pielęgniarce podejść do okna, aby powiadomiła zgromadzony przed szpitalem tłum, że „sprawy zmierzają we właściwym kierunku”. Bobrikow pomimo operacji wpadł w nieodwracalny wstrząs i zmarł 17 czerwca nad ranem.
W roku 1913 Richard Faltin przeprowadził pierwszą transfuzję krwi w Finlandii. W roku 1925 założył Fińskie Towarzystwo Chirurgii. W latach międzywojennych, z powodu braku lekarzy specjalizujących się w tej dziedzinie, podejmował się operacji neurochirurgicznych. W roku 1935 opublikował kluczową dla dziedziny pracę o korekcji chirurgicznej dwustronnego rozszczepu wargi i podniebienia. Podczas II wojny światowej, pomimo zbliżania się do osiemdziesiątego roku życia, pełnił funkcję naczelnego chirurga fińskich sił zbrojnych, aktywnie zajmując się operowaniem rannych żołnierzy. Był wiodącym światowym specjalistą w dziedzinie chirurgii rekonstrukcyjnej i terapii wad wrodzonych twarzoczaszki. Po śmierci profesora jeden z nekrologów opisał go jako „najstarszego żołnierza armii fińskiej”. Odegrał on ogromną rolę w rozwoju fińskiej chirurgii.

## Życie prywatne
Richard Faltin był synem Friedricha Richarda Faltina, kompozytora i organisty, urodzonego w Gdańsku. Miał pięcioro rodzeństwa. Nigdy się nie ożenił i pozostał bezdzietny. Przyjaźnił się z marszałkiem Mannerheimem oraz z kompozytorem Jeanem Sibeliusem. Sam także był amatorem muzyki. Był w posiadaniu XVII-wiecznych skrzypiec wykonanych przez włoskiego lutnika Girolama II Amatiego, ówcześnie uważanych za dzieło Stradivariusa. Był całkowitym abstynentem, uznawano go za pryncypialnego moralistę. Przejawiał pewne cechy syllogomanii.

## Upamiętnienie
Imię Richarda Faltina nosi doroczny wykład organizowany przez Fińskie Towarzystwo Chirurgii. Poświęcono mu także audytorium w szpitalu uniwersyteckim w Helsinkach.